# ليوبولد الثاني دوق النمسا
ليوبولد الثاني (1328 - 10 أغسطس 1344)؛ هو عضو من أسرة هابسبورغ العريقة، بحيث أنه ابن البكر لأوتو البشوش وزوجته الأولى إليزابيث من بافاريا.
أصبح دوق النمسا بعد وفاة والده في 1339 وذلك بالمناصفة مع شقيقه الأكبر فريدرخ الثاني وعمه ألبرخت الثاني، ومع ذلك توفي هو وشقيقه قبل وصولهم السن القانونية، بحيث توفي هو في 10 أغسطس 1344 عن عمر يناهز السادسة عشر عاماً فجأة، يعتقد أنه تسمم.